# 多田耕太郎
多田 耕太郎（ただ こうたろう、1878年（明治11年）10月15日 - 1928年（昭和3年）10月13日）は、明治から昭和時代初期の水産功労者、漁業経営者、政治家。高知県多額納税者。

## 経歴・人物
多田嘉七の長男として高知県安芸郡津呂村（現・高知県室戸市室戸岬町）に生まれ、1912年（大正元年）家督を相続する
。大正期に発展した定置網漁業の経営者として県内外にて漁場を開発。三重県志摩半島にも進出しブリ飼付漁業を経営した。ほか、大北漁業、並村製糸場などの取締役を歴任した。
政治家としても活躍し、安芸郡会議員を経て、1923年（大正12年）高知県会議員に当選。1927年（昭和2年）再選される。立憲民政党の成立と同時に総務となり、1928年（昭和3年）7月に24代県会議長に就任した。

## 親族
- 父：多田嘉七（捕鯨家、大敷網漁経営者、大東漁業取締役）[1][2][3]